# Crocidura macarthuri
Crocidura macarthuri is een zoogdier uit de familie van de spitsmuizen (Soricidae). De wetenschappelijke naam van de soort werd voor het eerst geldig gepubliceerd door St. Leger in 1934.